# كالديرو
الكالديرو (تعني باللغة الإسبانية "عصير" أو "مرق") هو طبق من السمك والأرز بقوام شبيه بالحساء، ويعود أصله إلى منطقة وهران في الجزائر؛ وهو طبق من مطبخ الأقدام السوداء.

## التحضير
يعتمد الكالديرو على مزيج من الأسماك الصخرية، وبلح البحر والحبار، والروبيان أو جراد البحر. يُطهى السمك في مرق منكه تختلف مكوناته حسب الذوق. يمكن إضافة الزعفران أو البابريكا أو الفلفل الحار أو الزنجبيل أو مزيج من توابل الأسماك، أو حتى الكاري. بعد طهي السمك، يُصفّى المرق ويُطهى فيه الأرز. وتوجد بعض التنويعات التي يُستخدم فيها حفنة من المعكرونة بدلًا من الأرز.